# Wiedźma

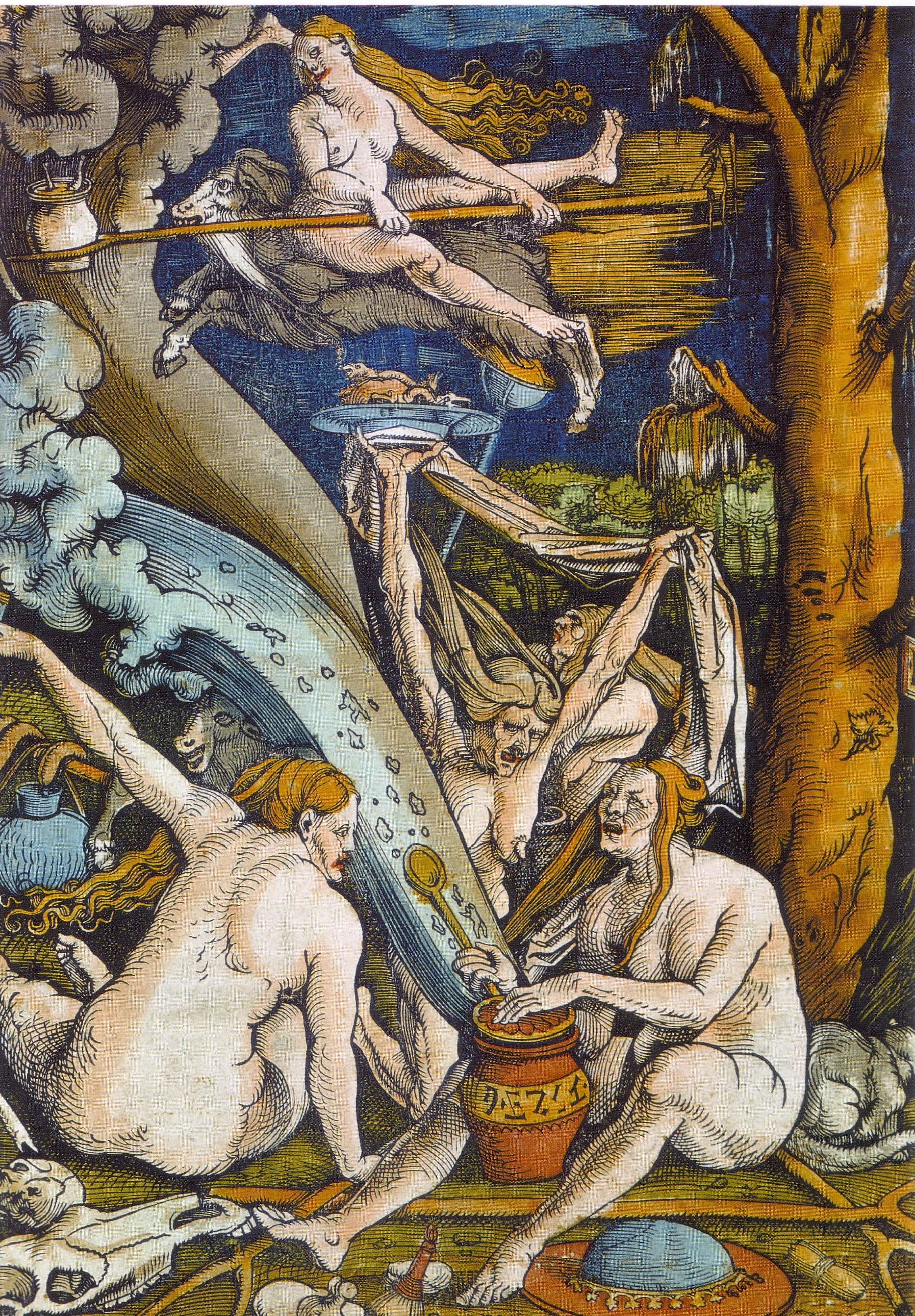
Sabat czarownic, Hans Baldung (1508)

Wiedźma – wiedźmy to w dawnych wierzeniach istoty półdemoniczne (istoty pośrednie między demonami a ludźmi), pozostające w ścisłym związku z ludźmi lub ich duszami. Według dawnych wierzeń ludowych i w baśniach wiedźma to kobieta mająca związek ze złymi mocami, czarownica, zła wróżka. W języku potocznym wiedźma to pogardliwe określenie kobiety złej i brzydkiej (także jako wyzwisko).
Pierwotnie, prawdopodobnie aż do połowy IX wieku na terenach wschodnich słowiańszczyzny, owo określenie nie było pejoratywne. W wyniku ekspansji chrześcijaństwa i piętnowania rytuałów ludowych i pogańskich zwyczaj gromadzenia i przechowywania wiedzy przez osoby w wybranych rodach uległ zapomnieniu. Wiedźmy oskarżano o czary, dlatego obecnie wiedźma często utożsamiana jest z czarownicą.
Współcześnie wciąż można spotkać kobiety parające się zielarstwem we wschodniej Polsce, jak również wywodzące się z tradycji prawosławnej nazywane szeptunkami, inaczej zamawiaczkami..